# مایکروسافت آفیس تلفن همراه
برنامه‌های مایکروسافت آفیس همراه هستند بهره‌وری برنامه‌های تلفن همراه در حال حاضر توسط توسعه مایکروسافت برای ویندوز ۱۰، ویندوز ۱۰ موبایل، درای او اس، اندروید، و همچنین در کار سیستم عامل کروم. برنامه‌های اصلی ورد، اکسل، پاورپوینت و وان نوت. سایر برنامه‌های Office، از جمله Sway , Skype for Business و SharePoint Newsfeed برای دانلود از فروشگاه برنامه تلفن همراه در دستگاه‌ها و سیستم عامل‌های پشتیبانی شده در دسترس هستند. آنها به معنای سازگار با مایکروسافت آفیس. مجموعه ای از برنامه‌های کاربردی است رایگان برای مصرف‌کنندگان با دستگاه‌های کوچکتر از ۱۰٫۱ اینچ (۲۶ سانتیمتر)، اما مشتریان مشاغل برای بهره‌گیری کامل از مجموعه در صفحه‌های بزرگتر باید اشتراک آفیس ۳۶۵ خریداری کنند.

## تاریخچه
در ابتداآفیس موبایل نام داشت که در ابتدا با عنوان «آفیس پوکت» ارسال شد، توسط مایکروسافت با سیستم عامل Windows CE 1.0 در سال ۱۹۹۶ منتشر شد. این نسخه مخصوصاً برای پلتفرم سخت‌افزاری PC Handheld بود، زیرا مشخصات سخت‌افزار تلفن همراه ویندوز موبایل و رایانه جیبی هنوز منتشر نشده بود. این برنامه شامل بود. بعداً پاورپوینت ، اکسس و اوت لاک اضافه شدند.